# Camilla Sandström

Camilla Sandström, född 30 april 1967 i Örnsköldsvik, är en svensk forskare och professor i statsvetenskap vid Umeå universitet.  
Sandströms forskning har främst varit inriktad på styrning och förvaltning av naturresurser – särskilt skog, vilt och biologisk mångfald, attityder till djur och natur och förutsättningar för landsbygdsutveckling. Ett mål är att utveckla metoder för konflikthantering för att hantera de intressekonflikter som uppstår när konkurrensen om naturresurser och markanvändning ökar.
Camilla Sandström har bland annat lett forskningsprojektet Hållbar landsbygdsutveckling – på vems villkor?  och den svenska delen av EU-projektet Hunting for Sustainability.
Sedan början av 2015 är Sandström biträdande programchef för Mistra-projektet Future Forests, som drivs av Sveriges lantbruksuniversitet (SLU) i samarbete med Umeå universitet och Skogforsk. Från hösten 2015 är hon också, tillsammans med bland andra SLU-professorn Göran Ericsson, med i programstyrelsen för det norska miljöforskningsprogrammet, Miljøforsk.
Sandström är sedan 2014 ledamot i den Kungliga Skogs- och Lantbruksakademien. Från 1 juli 2025 och tre år framåt ska hon vara ledamot i Klimatpolitiska rådet.

## Avhandling
Sandström, Camilla (2003). Liberalt partisamarbete i Europa: ELDR en ny typ av parti?. Statsvetenskapliga institutionens skriftserie, 0349-0831 ; 2003:1. Umeå: Statsvetenskapliga institutionen, Umeå universitet [distributör]. Libris 8869487. ISBN 91-7305-399-6

## Övriga publikationer (i urval)
- Sandström Camilla, Hovik Sissel, Falleth Eva Irene, red (2008). Omstridd natur: trender & utmaningar i nordisk naturförvaltning (1. uppe.). Umeå: Boréa. Libris 11171419. ISBN 978-91-89140-60-8
- Sandström, Camilla; Gasper, Sofia Wennberg Di; Öhman, Karin. ”Conflict resolution through ecosystem-based management: the case of Swedish moose management” (på engelska). International Journal of the Commons 7 (2). doi:10.18352/ijc.349. http://doi.org/10.18352/ijc.349. Läst 9 mars 2016.
- Anna Sténs; Camilla Sandström (2014). ”Allemansrätten: Hinder eller möjlighet för grönt entreprenörskap?”. i Johnson Lena, Lundqvist Susanna. Skogens sociala värden: forskningen visar vägen. Uppsala: Sveriges lantbruksuniversitet (SLU). sid. 52–61. Libris 15183751. ISBN 9789157691941
- Ljung Per E., Sandström Camilla, Ericsson Göran, Kvastgård Emma, red (2014). Konsumtion av skogens ekosystemtjänster [Elektronisk resurs : vilt, svamp och bär]. Rapport (Sveriges lantbruksuniversitet, Institutionen för vilt, fisk och miljö) ; 2014:2. Umeå: Institutionen för vilt, fisk och miljö, Sveriges lantbruksuniversitet. Libris 17767519. http://urn.kb.se/resolve?urn=urn:nbn:se:slu:epsilon-e-2501
- Sandström Camilla, Öhman Karin, red (2014). Samverkan och konflikt: rapport från Future Forests 2009-2012. Future Forests rapport (Print) ; 1. Umeå: Future Forests, Sveriges lantbruksuniversitet. Libris 16258966. ISBN 9789157692047. Arkiverad från originalet den 9 mars 2016. https://web.archive.org/web/20160309191732/http://www.slu.se/Global/externwebben/centrumbildningar-projekt/futureforests/FFRapport_Samverkan%20och%20konflikt%202014-02-24.pdf. Läst 9 mars 2016 Arkiverad 9 mars 2016 hämtat från the Wayback Machine.
- UR Samtiden - Samiska veckan 2015 [Elektronisk resurs] : Visioner för skogen. Utbildningsradion. 2015. Libris 17911904
- Sandström, Camilla; Johansson, Maria; Sjölander-Lindqvist, Annelie. ”The management of large carnivores in Sweden — challenges and opportunities”. Wildlife Biology 21 (3):  sid. 120–121. doi:10.2981/wlb.00143. ISSN 0909-6396. http://www.bioone.org/doi/10.2981/wlb.00143. Läst 9 mars 2016.
- Sandström, Camilla; Carlsson-Kanyama, Annika; Lindahl, Karin Beland. ”Understanding consistencies and gaps between desired forest futures: An analysis of visions from stakeholder groups in Sweden” (på engelska). Ambio 45 (2):  sid. 100–108. doi:10.1007/s13280-015-0746-5. ISSN 0044-7447. https://link.springer.com/article/10.1007/s13280-015-0746-5. Läst 9 mars 2016.
- Mårald, Erland; Sandström Camilla, Nordin Annika (2017) (på engelska). Forest governance and management across time: developing a new forest social contract. The Earthscan forestry library (1st). London: Routledge. Libris 21732955. ISBN 978-1-317-44591-3